# Schlabendorfer See
Der Schlabendorfer See (niedersorbisch Chóžyšćański jazor) ist ein geflutetes Tagebaurestloch auf dem Gebiet der Stadt Luckau und der Gemeinde Heideblick im Landkreis Dahme-Spreewald im Süden von Brandenburg. Der See liegt im äußersten Nordwesten des Lausitzer Seenlandes und hat eine Fläche von rund 4,37 Quadratkilometern.

## Geschichte
Der See entstand durch die Flutung des ehemaligen Braunkohle-Tagebaus Schlabendorf-Süd. Flutungsende war 2012. Der See ist ausschließlich grundwassergespeist, da aufgrund von Maßnahmen zur Befestigung der Uferbereiche ein langsamer Anstieg des Wasserspiegels beabsichtigt war.
Die Kohleförderung fand von 1976 bis zur politischen Wende 1990 statt. Bereits 1972 wurde mit der Entwässerung begonnen, 1975 folgten die Aufschlussbaggerungen. Hier befand sich ein 4 Meter mächtiges Kohleflöz unter einem Deckgebirge von 24 Metern. Die Gesamtfördermenge betrug 171,2 Millionen Tonnen Braunkohle. Im Zuge des voranschreitenden Tagebaus verschwanden die Orte Gliechow, Pademack, Stiebsdorf, Presenchen und Wanninchen.
Der See wurde touristisch erschlossen, 2008 entstand dort das Erholungs- und Freizeitzentrum Marina Schlabendorf am See. Im Sinne von schonendem Tourismus war der Betrieb von Motorbooten auf dem See nicht gestattet. Zwei Drittel des Sees gehören der Heinz Sielmann Stiftung, die zur Bewahrung der naturnahen Flächen und seltener Tier- und Pflanzenarten beiträgt. Seit Sommer 2013 ist der Zugang zum See für Tourismus gesperrt. Nur die Segler des Wassersportvereins dürfen den See mit Rettungswesten nutzen, wenn sie sich bei der LMBV davor an- und danach abmelden. 2018 wurde für die Marina eine Laufsteganlage für kleine Segelboote gebaut.

## Naturraum
Die Kranichrast ist zu einem festen jährlichen Höhepunkt in der touristischen Nutzung der Region geworden. Ornithologiefreunde aus ganz Europa kommen im Herbst nach Schlabendorf am See, um die Vögel zu beobachten. Bis zu 4.000 Kraniche und 70.000 nordische Gänse sammeln sich und rasten hier jeden Herbst gleichzeitig.
Der Borcheltsbusch, ein rund 300 Hektar großes Moor zwischen Freesdorf, Frankendorf und Görlsdorf nördlich des Sees, ist traditioneller Kranichschlafplatz. Vom 20 Meter hohen Aussichtsturm am Rande des Moores lassen sich die Vögel fast hautnah erleben – am besten eine Stunde vor Sonnenuntergang bzw. kurz vor Sonnenaufgang. Die Heinz Sielmann Stiftung Wanninchen und die Naturwacht des Naturparks Niederlausitzer Landrücken bieten von August bis Oktober regelmäßig Führungen an.
In Sielmanns Naturlandschaft Wanninchen sind des Weiteren Flussregenpfeifer, Raubwürger, Neuntöter, Braun- und Schwarzkehlchen, Wachteln, Steinschmätzer, Heidelerchen, Wiedehopf, Schellenten sowie Korn- und Wiesenweihen beheimatet.

## Freizeitmöglichkeiten

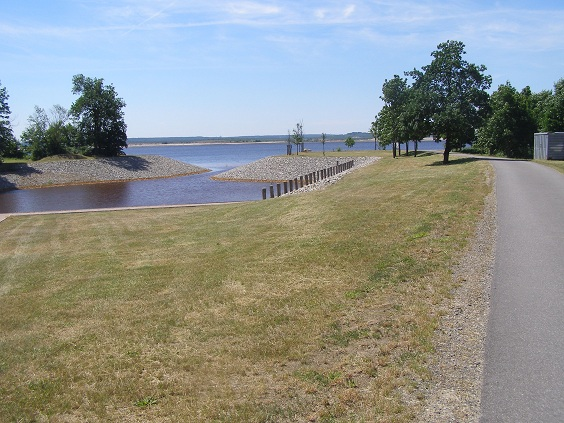
Ursprünglich geplante „Marina“ in Schlabendorf am See

Mit seiner Ausdehnung von 2,5 Kilometern in NW-SO-Richtung sowie knapp 1,5 Kilometern in NO-SW-Richtung bietet der Schlabendorfer See gute Wassersport-Möglichkeiten. Aufgrund der weiten Landschaft herrschen geeignete Windbedingungen zum Segeln und Surfen. Der See steht jedoch noch unter Bergrecht und ist seit 2013 aufgrund von Sicherheits- und Umweltproblemen gesperrt.
Es führen fünf Radwege am See vorbei, so z. B. der Fürst-Pückler-Weg, die Niederlausitzer Bergbautour und der Kranichradweg.

## Umweltprobleme
Wegen der Instabilität des aus gekipptem Sand bestehenden Untergrunds und einer Reihe von größeren Rutschungen ist das gesamte Areal südlich des Sees seit 2010 komplett gesperrt.
Das Wasser des Sees ist stark durch aus dem Untergrund eingespültes Eisen und Sulfat belastet und hat einen sehr niedrigen pH-Wert. Dem Problem dieses sauren Wassers begegnet man durch die Einspülung von Brandkalk, die seit 2012 durchgeführt wird. Da kontinuierlich jährlich sieben Millionen Kubikmeter eisen- und sulfathaltiges Grundwasser in den See nachströmen, wird eine Wasserbehandlung zur Sanierung auf lange Sicht weiterhin notwendig sein.